# Hexatoma chrysoptera
Hexatoma chrysoptera là một loài ruồi trong họ Limoniidae. Chúng phân bố ở vùng Tân nhiệt đới.